# ТЕЦ Пнювек
49°58′2″ пн. ш. 18°41′40″ сх. д. / 49.96722° пн. ш. 18.69444° сх. д.
ТЕЦ Пнювек (Pniówek) — теплоелектроцентраль на півдні Польщі, за чотири десятки кілометрів на південний захід від Катовиць.
У 1974-го поблизу села Пнювек почала роботу однойменна вугільна шахта, для забезпечення потреб якої змонтували шість водогрійних котлів: три газові PWPg-5 та три вугільні WR-25 (у середині 2010-х два з останніх модернізували до менш потужного типу WR-10).
В 2000-му станцію перетворили на ТЕЦ, для чого доповнили двома генераторними установками потужністю 3,2 МВт та 3,7 МВт на основі двигунів внутрішнього згоряння TBG 632V16 виробництва німецької компанії MWM Deutz. Вони використовують шахтний метан, отриманий під час дегазації підземних виробіток.
Станом на другу половину 2010-х діє чотири генераторні установки загальною електричною потужністю 14,3 МВт. Теплова потужність станції становить 72,3 МВт (при цьому вона вже має лише один котел типу PWPg-5).
Наразі ТЕЦ Пнювек діє відокремлено від шахти, у складі активів енергетичної групи TAURON.